# 大西洋白姑魚
大西洋白姑魚為輻鰭魚綱鱸形目石首魚科的其中一種，分布於東大西洋區，從挪威至剛果、地中海、黑海等海域，棲息深度15-300公尺，體長可達230公分，棲息在沿海至大陸坡海域，春季及夏季為繁殖期，成魚會近岸產卵，屬肉食性，以魚類及甲殼類為食，可做為食用魚及遊釣魚。